# Chucho Merchan

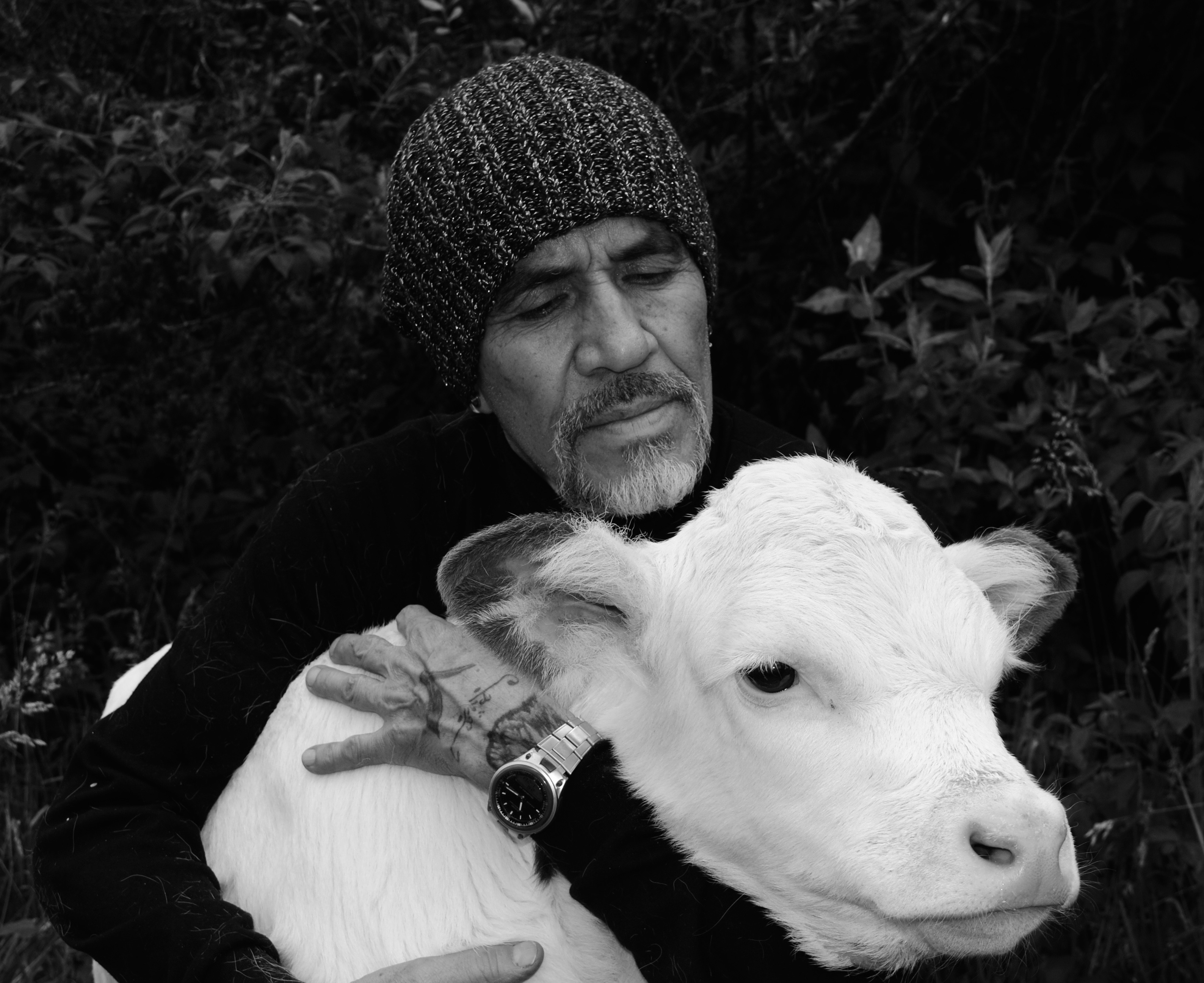
Chucho Merchan, 2017

Chucho Merchan (* 24. Dezember 1952 in Bogotá) ist ein kolumbianischer Bassist und Gitarrist in der Rock- und in der Fusionmusik.

## Leben und Wirken
Merchan arbeitete seit 1968 in kolumbianischen Salsa-, Latin- und Rockbands. Er zog 1970 in die Vereinigten Staaten, um dort zu studieren und zu musizieren. Zwischen 1974 und 1979 setzte er seine Studien in England fort und schloss sie in Cambridge ab. Dann zog er nach London, wo er bis 1982 bei Nucleus spielte und seine eigene Band „Macondo“ gründete. Er spielte außerdem bei Mose Allison, Gordon Beck, John Taylor, Julian Bahula, Working Week und Hank Crawford. Als Studiomusiker arbeitete er bei den Eurythmics und bei The Pretenders. Er war weiterhin an Projekten von Annie Lennox, Pete Townshend, David Gilmour, Bryan Adams,  George Harrison oder Robert Wyatt (Shleep, Comicopera) beteiligt und legte eigene Alben vor.

## Lexigraphische Einträge
- Ian Carr, Digby Fairweather, Brian Priestley: Rough Guide Jazz. Der ultimative Führer zur Jazzmusik. 1700 Künstler und Bands von den Anfängen bis heute. Metzler, Stuttgart/Weimar 1999, ISBN 3-476-01584-X.